# Winnie Mandela
Winnie Mandela (de son nom de naissance Nomzamo Winifred Zanyiwe Madikizela), née le 26 septembre 1936 à Bizana (province du Cap) et morte le 2 avril 2018 à Johannesbourg (Gauteng), est une femme politique sud-africaine, membre et militante de l'ANC, présidente de la Ligue des femmes de l'ANC (1993-1997), députée et vice-ministre des Arts, de la Culture, de la Science et des Technologies ( 1994-1995) dans le gouvernement Mandela.
Deuxième épouse de Nelson Mandela (1957 à 1996) et mère de ses deux filles, Zenani et Zindzi, elle fut une militante active dans la lutte contre l'apartheid, en particulier durant les années d'incarcération de son mari et des chefs de l'ANC (emprisonnés à Robben Island) quand ces derniers n'étaient pas en exil (Oliver Tambo à Londres). À ce titre, elle fut régulièrement harcelée par les services secrets sud-africains, maintes fois arrêtée, détenue ou assignée à résidence.
Séparée de fait de son mari dès 1992, elle n'exerce pas le rôle de Première dame d'Afrique du Sud quand Nelson Mandela devient président d'Afrique du Sud en 1994, rôle qui est alors attribué à l'une de ses filles puis à Graça Machel que Nelson Mandela épouse en 1998 après avoir divorcé de Winnie deux ans plus tôt.
En raison de ses discours radicaux, de son comportement ou de ses reproches à Nelson Mandela pour avoir, selon elle, trop cédé aux Blancs sud-africains, Winnie Mandela est une « icône controversée » qui a fait l'objet de vives polémiques, y compris au sein de l'ANC, tout en lui attirant la sympathie d'une partie des catégories les moins aisées de la population sud-africaine, ,.

## Biographie

### Origines et jeunesse
Winnie Mandela est née Nomzamo Winifred Zanyiwe Madikizela dans le village de Bizana, dans la région du Pondoland (est de la province du Cap, futur Transkei (constituant aujourd'hui la majeure partie de la province du Cap-Oriental).
Elle travaille d'abord dans l'administration du bantoustan du Transkei, puis s'établit à Johannesbourg dans le Transvaal.
Elle passe un diplôme de travailleur social à l'école Jan Hofmeyer de Johannesburg, et des années plus tard, obtiendra une licence de relations internationales de l'université du Witwatersrand.

### Activiste anti-apartheid et épouse de Nelson Mandela
Âgée de 22 ans, elle rencontre Nelson Mandela, figure de proue du congrès national africain (ANC) de dix-huit ans son aîné, qu'elle épouse en 1958 et avec lequel elle aura deux filles.
En 1964, Nelson Mandela est condamné à la prison à perpétuité (procès de Rivonia) et envoyé au pénitencier de Robben Island situé au large du Cap. Alors qu'elle n'est autorisée à venir voir son mari que deux fois par an, tous les six mois, à la prison de Robben Island, les autorités font tout pour compliquer les visites de Winnie Mandela qui est alors l'un des seuls liens de son mari vers l'extérieur.
Alors que l'ANC est une organisation interdite en Afrique du Sud à cette époque et que ses principaux leaders sont en prison ou en exil, Winnie Mandela continue son militantisme dans les townships. Avec Chris Hani (chef d’Umkhonto we Sizwe) et Oliver Tambo (chef de l'ANC en exil), elle coordonne la lutte armée et recrute des partisans. À cause de cet activisme, durant les années 1960 et 1970, les gouvernements sud-africains successifs utilisent toutes les palettes de l’arsenal répressif dont ils disposent pour casser Winnie Mandela.
Elle est constamment surveillée par des agents de renseignement, harcelée en permanence, menacée, et régulièrement dénoncée par des infiltrés. En 1969, elle est arrêtée, gardée 491 jours à l'isolement et torturée, avant d'être jugée et acquittée. Elle est de nouveau emprisonnée en 1974 pendant six mois, pour avoir violé l'ordre d'interdiction qui l'empêchait de recevoir quelqu'un chez elle hormis ses enfants et son médecin. Ses conditions de détention sont alors moins violentes que la première fois.
En 1976, les émeutes de Soweto contre l’enseignement de l’afrikaans permettent à Winnie Mandela d'accéder à une stature de niveau national. En 1977, dans une tentative de l'isoler de la lutte, elle est assignée à résidence dans la ville de Brandfort (État libre d'Orange), à plus de 100 km de chez elle, dans un lieu où elle ne connait personne et ne parle pas la langue locale. Elle y ouvrira une clinique et une crèche pour les résidents locaux, les initiant à la lutte contre l'apartheid. Elle est alors interdite de séjour à Soweto.
À partir de 1980, la campagne internationale « Free Mandela » est lancée. En 1982, Nelson Mandela est transféré sur le continent, dans la prison de haute sécurité de Pollsmoor. Deux ans plus tard, le couple connait ses premières « visites de contact ».
Surnommée « la mère de la nation », le discours de Winnie Mandela évolue vers le radicalisme. Sa réputation est endommagée quand elle endosse le slogan « un boer, une balle » mais surtout quand, dans un discours le 13 avril 1985 à Munsieville (en), elle justifie le supplice du pneu enflammé autour du cou des « traîtres » noirs. « Avec nos boîtes d'allumettes et nos pneus enflammés, nous libérerons ce pays ». Ces déclarations ne sont alors pas exactement dans la ligne de son mari. Pourtant, à la même époque, elle parvient à convaincre le ministre de la Justice, Kobie Coetsee, de venir rencontrer Nelson Mandela et discuter avec lui. Le régime d'incarcération de ce dernier est allégé. Il est bientôt installé dans une maison confortable, avec piscine, situé au sein du centre pénitentiaire de Victor Verster, aux environs du Cap. Niel Barnard, le chef des services de renseignements sud-africains, propose à Winnie Mandela de venir y vivre mais elle refuse catégoriquement.

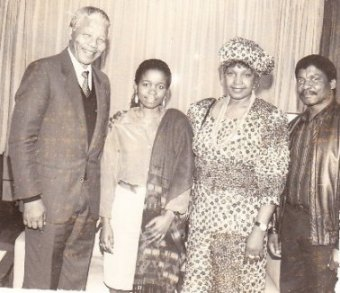
Winnie Mandela (à droite) et Nelson Mandela (1er à gauche), Alberto Chissano et sa fille Cidalia au Museu Galeria Chissano du Mozambique en 1990.

Sa réputation est encore ternie en janvier 1989 quand son garde du corps, Jerry Richardson, l'accuse de lui avoir ordonné de tuer un jeune activiste de 14 ans, membre de l'ANC, Stompie Seipei Moketsi, qu'elle accuse d'espionnage au profit du gouvernement blanc. Il sera révélé par la suite que Jerry Richardson aurait été un agent de renseignement de la police, ce qu'aurait découvert Stompie Sepei. Paul Erasmus, ancien membre des forces de sécurité ayant participé à l'opération « Romulus » visant à discréditer Winnie Mandela dans les médias, affirme par la suite que tous les membres de la garde rapprochée de Winnie étaient des agents du gouvernement infiltrés, ses informateurs pour mener la campagne contre cette activiste considérée comme trop radicale. Toutefois, devant la commission vérité et réconciliation, il est moins affirmatif concernant le niveau d'infiltration. Le docteur Abu-Bakr Asvat, qui avait ausculté Stompie Seipei Moketsi, est lui aussi assassiné et les membres du Mandela United Football Club impliqués. Plusieurs membres de l'ANC manifestent leur exaspération et estiment que Winnie Mandela est devenue incontrôlable.
À la veille de la libération de Nelson Mandela, la tension est telle que plusieurs responsables de l'ANC font pression pour qu'elle ne sorte pas au bras de son mari, mais celui-ci refuse.

### La période de transition (1990-1994)
En 1990, c'est au bras de son mari enfin libre qu'elle semble regagner sa légitimité, mais Winnie Mandela a plusieurs désaccords avec lui, notamment, sur la question de l'abandon de la nationalisation des piliers économiques du pays ou sur le fait de ne pas réclamer justice pour les victimes de l'apartheid.
Durant la période de transition vers une démocratie multiraciale, son discours est également nettement moins conciliant envers la minorité blanche. Lors de son premier discours au peuple sud-africain et au monde entier, Nelson Mandela ne dit rien du rôle de Winnie dans le combat contre l'apartheid. Ironie du sort, quand il arrive au stade, il se rend compte qu'il avait égaré ses lunettes et c'est Winnie qui lui donne les siennes pour qu'il puisse lire son texte.
En 1991, il la soutient quand la justice sud-africaine la condamne pour enlèvement et complicité dans le meurtre de Moketsi. Sa condamnation à six ans de prison pour enlèvement est réduite à une amende en appel. Plus tard, devant la Commission de la vérité et de la réconciliation, d'anciens proches affirment qu'elle avait été l'organisatrice de l'enlèvement et avait aussi participé directement au meurtre de Moketsi, battu à mort. D'autres témoins affirment  aujourd'hui qu'il n'y aurait pas de liens entre Winnie Mandela et la mort de Stompie Sepei mais la justice considère qu'elle a bien joué un rôle dans son agression. La mère de Stompie ne croit pas qu'elle ait tué son fils, et l'ancien chef de la police, George Fivaz, qui rouvre le cas à la fin des années 1990, affirme qu'il n'a pas découvert de lien direct entre Winnie Mandela et le meurtre
En avril 1992, Nelson Mandela annonce officiellement sa séparation avec sa femme et met fin à leurs 38 ans de mariage, à la suite de révélations sur l'infidélité de Winnie. Dans sa déclaration au sujet de leur séparation le 13 avril 1992, Nelson Mandela dit « Je ne regretterai jamais la vie que la camarade Nomzamo et moi-même avons essayé de partager. Mais des circonstances hors de notre pouvoir en ont décidé autrement. Je me sépare de ma femme sans récrimination. Je la serre dans mes bras avec tout l'amour et toute l'affection que j'ai toujours éprouvés pour elle, à l'intérieur et à l'extérieur de la prison, depuis la première fois que je l'ai vue. »
Le divorce du couple Mandela est prononcé en mars 1996.
Nelson Mandela aurait déclaré à propos de son ex-femme : « J'ai été l'homme le plus seul qui soit », alors que des rumeurs d'infidélité entouraient cette dernière. Dans l'autobiographie de Nelson Mandela, on lit néanmoins qu'il a dit s'être senti « l'homme le plus seul au monde » non pas à propos de Winnie, mais à la suite du décès de son compagnon de lutte et ami Oliver Tambo.

### «Mama Winnie» dans l'Afrique du Sud post-apartheid
Après sa séparation d'avec Nelson Mandela, Winnie Mandela prend le nom de Madikizela-Mandela.
De 1993 à 1997, elle préside la Ligue des femmes de l'ANC.
En mai 1994, elle prend part au premier gouvernement post-apartheid d'unité nationale, formé par son mari, en tant que vice-ministre des Arts, de la Culture, de la Science et des Technologies. Elle doit démissionner onze mois plus tard, à la suite d'accusations de corruption.
Elle reste populaire auprès de la base radicale de l'ANC, celle qui refuse la collaboration du gouvernement avec les Blancs. En décembre 1997, elle renonce à sa candidature à la vice-présidence de l'ANC à la suite de nouvelles pressions liées à sa supposée implication dans le meurtre de Stompie Seipei Moketsi.
Femme complexe, en dépit de son discours radical contre les Blancs, elle montre une réelle tristesse lors de l'assassinat de Marike de Klerk, l'ancienne épouse du dernier président blanc Frederik de Klerk, qu'elle qualifia de grande amie[réf. nécessaire].
Le 24 avril 2003, elle est reconnue coupable par la justice sud-africaine de 43 accusations de fraudes et de 25 accusations de vols, et son frère, Addy Moolman, est lui aussi condamné. Elle est condamnée à quatre ans de prison. La sentence est ensuite réduite à trois ans et demi, puis intégralement suspendue, le juge Eberhardt Bertelsmann de la Haute cour de Pretoria estimant qu'elle n'avait tiré aucun gain personnel des fraudes sur des prêts bancaires obtenus pour ses employés

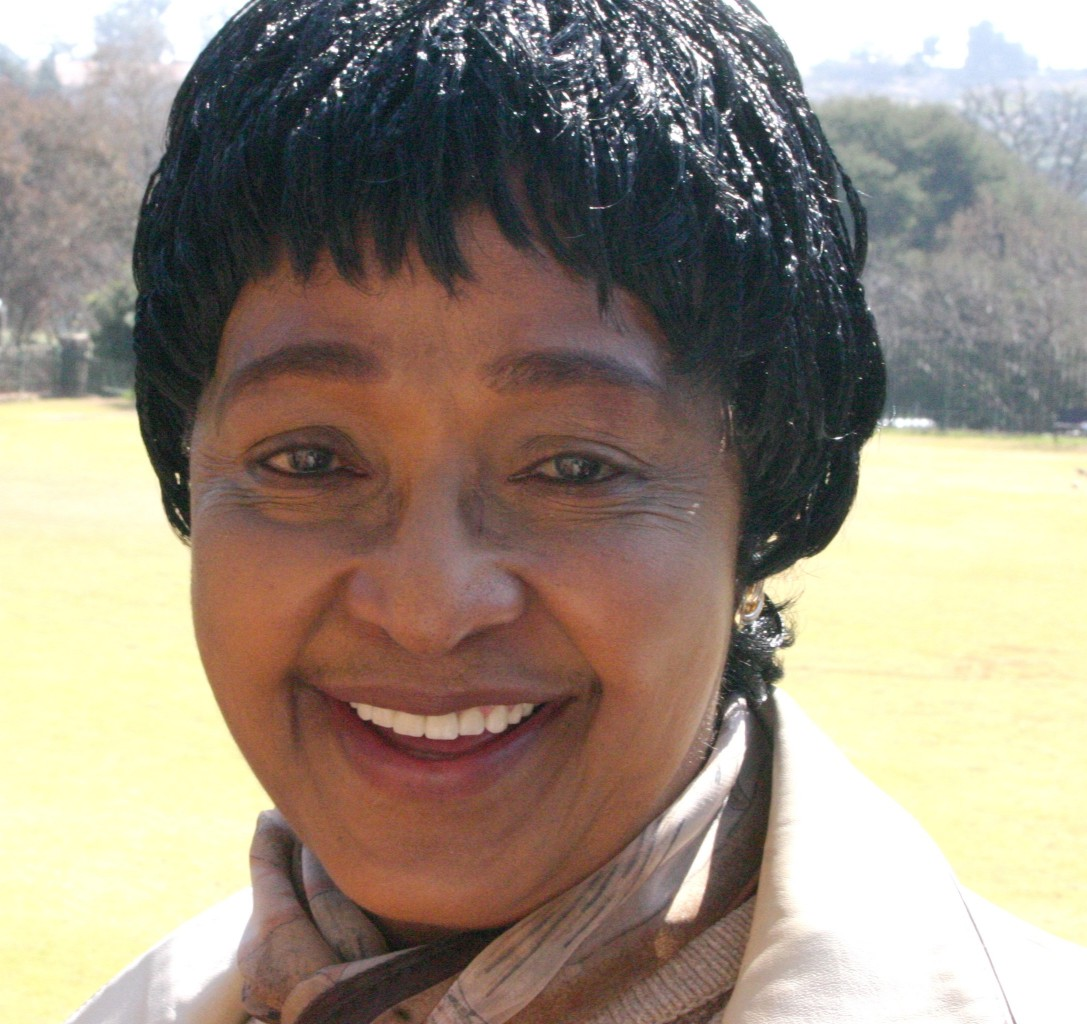
Winnie Madikizela-Mandela en 2008.

En mars 2010, Winnie Madikizela-Mandela fustige la politique menée par son ancien mari lors de sa présidence. Elle lui reproche d'avoir accepté de partager le prix Nobel de la paix avec le président Frederik de Klerk et l'accuse d'avoir donné son accord à un mauvais arrangement et ainsi « d'avoir laissé tomber les Noirs et d'avoir favorisé l'économie blanche ». Elle accuse son ancien mari pendant la période post-présidence d'être devenu « une fondation privée » et « une figure de proue pour sauver les apparences », prenant comme symbole l'édification d'une grande statue de Nelson Mandela au beau milieu du quartier blanc de Sandton, le plus riche de Johannesbourg et non à Soweto, lieu symbolique de la lutte contre l’apartheid. Elle critique également la Commission de la vérité et de la réconciliation qu'il avait autorisée et qui avait estimé en 1997 qu'elle avait « commis des violations grossières des droits de l'Homme ».
En 2013, elle déclare : « L’année prochaine, nous irons aux élections mais je ne sais pas ce que nous, en tant qu’ANC, pourrons dire au peuple. Nous aurons un bilan qui nous enlèvera toute crédibilité. Quand je pense au degré de corruption dans nos rangs, au nombre de nos cadres aussi incompétents que voleurs. Ce qui se passe contredit totalement ce pourquoi nous nous sommes battus. Maintenant, notre combat porte sur le nombre de voitures au garage et l’épaisseur de notre portefeuille d’actions dans l’industrie minière ».
En 2017, elle s'inquiète encore de la corruption au sein de l'ANC. « Très peu de gens ont réellement profité de la libération de ce pays : 53% des jeunes sont au chômage, un tiers de la population vit au niveau ou au-dessous du seuil de pauvreté », déplore-t-elle. Pour elle, « La réconciliation n’a été qu’une façade (...) Je vis à Soweto, un township créé par le régime d’apartheid pour parquer les Noirs. Un quart de siècle après l’abolition de l’apartheid, il n’y a toujours pas un seul Blanc à Soweto. (…) Où est le changement ? »
À sa mort, dix jours de deuil national sont décrétés et une cérémonie a lieu le 14 avril 2018 au stade d'Orlando. Plusieurs dirigeants étrangers, dont les chefs d'État congolais Denis Sassou-Nguesso, namibien Hage Geingob, sud-africain Cyril Ramaphosa et ses prédécesseurs Jacob Zuma et Thabo Mbeki étaient présents à la cérémonie ainsi que la veuve de Mandela Graça Machel, l'Américain Jesse Jackson et la top model britannique Naomi Campbell.

## L'unité Stratcom
En 2017, un documentaire de Pascale Lamche relate que, durant les années 1970 et 1980, une unité gouvernementale anti-insurrectionnelle, appelée Stratcom, menait contre Winnie Mandela et une centaine d'opposants tel Desmond Tutu une campagne médiatique nationale et internationale de désinformation car elle était considérée comme l'une des principales cibles du gouvernement sud-africain. Ces allégations sur le rôle de Stratcom avaient déjà été produites lors des travaux de la Commission Vérité Réconciliation,. L'opération nommée "Romulus" aurait, en l’occurrence, consisté à commanditer à des journalistes sud-africains des reportages très négatifs sur Winnie Mandela. Un cabinet de lobbying aux États-Unis aurait aussi été payé pour télédiffuser des reportages la présentant comme une révolutionnaire, une communiste ou une chef de gang. La presse anglaise aurait aussi été approchée et des articles diffamatoires auraient été publiés dans le Sunday Times, The Independent ou le Daily Express. Cette campagne de désinformation aurait pu concerner entre autres les rumeurs d'infidélités et le rôle de Winnie Mandela dans le meurtre de Stompie Seipei Moketsi même si, relativement à ces cas précis, elle n'a pas apporté, devant la Commission, la preuve de la campagne de désinformation menée à son encontre. Dans la vidéo extraite en 2018 du documentaire et diffusé sur HuffPost SA, elle réitère cependant ces allégations et surtout désigne nominalement, sans preuve, trois journalistes (noirs et blancs) comme ayant été des espions ou des employés des gouvernements de John Vorster et de Pieter Botha, provoquant alors un tollé dans les médias et obligeant rapidement HuffPost SA à retirer la vidéo,.

## Ouvrages

### En français
- Un cœur indompté - Carnets de prison et correspondances, Paris, Michel Lafon, 2014  (ISBN 978-2-749-92152-5).
- Winnie Mandela, Anne Benjamin et Mary Benson, Une part de mon âme, Paris, Seuil, 1986  (ISBN 978-2-020-09128-2).

#### En anglais
- Anne Mare du Preez Bezdrob, Winnie Mandela: A Life, Struik Publishers, 2005  (ISBN 978-1-868-72926-5).

### Filmographie
- 2007 : Goodbye Bafana de Bille August, avec Faith Ndukwana dans le rôle de Winnie Mandela.
- 2012 : Winnie de Darrell Roodt, avec Jennifer Hudson et Terrence Howard.
- 2013 : Mandela : Un long chemin vers la liberté de Justin Chadwick, avec Naomie Harris dans le rôle de Winnie Mandela.
- Winnie, l'autre Mandela, de Michael Samuels avec Sohie Okonedo et David Harewood.
- 2017 : Winnie, film documentaire de Pascale Lamche - « Winnie », sur www.film-documentaire.fr (consulté le 14 octobre 2017)

primé au Sundance Film Festival 2017.